# Wolves (Rise Against)
| Recensione   | Giudizio |
| ------------ | -------- |
| AllMusic     | [ 3 ]    |
| Metal Hammer | [ 4 ]    |
| Paste        | 5.8/10   |
| Rock Sound   | 7/10     |
| Metacritic   | 76/100   |

Wolves è l'ottavo album in studio del gruppo musicale statunitense Rise Against, pubblicato il 9 giugno 2017 dalla Virgin Records.
Il 20 aprile 2017 è stato pubblicato il primo singolo The Violence. Il titolo, che in origine doveva essere Mourning in America, è stato modificato dopo il risultato delle elezioni presidenziali americane del 2016. La modifica ha interessato il titolo e le liriche dei testi. Il cantante Tim McIlrath ha affermato in un'intervista con The Shrine Auditorium che «Wolves non riguarda la creazione di uno spazio sicuro, ma riguarda la creazione di uno spazio pericoloso per l'ingiustizia». Il 19 maggio 2017 viene pubblicata House on Fire come secondo singolo. Il 2 giugno viene reso disponibile l'audio del brano Welcome to the Breakdown.
Il 29 giugno 2017 viene pubblicato il video "Visualizer" del brano Welcome to the Breakdown. Il 9 gennaio 2018 viene pubblicato il video del brano House on Fire. Il 26 marzo 2018 viene annunciato il Mourning in Amerika Tour a sostegno dell'album Wolves. Il tour prevede 26 date tra luglio e settembre 2018 negli USA assieme alle band AFI e Anti-Flag.
Il 25 maggio 2018 viene annunciato l'uscita del Vinile 7'' contenente le tracce Megaphone e Broadcast[Signal]Frequency inizialmente rilasciate come tracce bonus dell'edizione BestBuy. Il 29 giugno 2018 viene pubblicato il video di Megaphone. Il 18 luglio viene pubblicato il video del brano Broadcast [Signal] Frequency.

## Descrizione
I testi dell'album si incentrano sulla politica, ma questa volta il focus sono le elezioni presidenziali americane del 2016. Tracce come How Many Walls, Welcome to the Breakdown si oppongono alle opinioni politiche di Donald Trump (proprio come facevano con George W. Bush durante il suo mandato presidenziale). Le tracce come House on Fire e Politics of Love sono più personali, mantengono comunque alcune tendenze politiche.
McIlrath ha dichiarato in un'intervista a The Shrine Auditorium che

## Accoglienza e critica
Wolves raggiunge la prima posizione di ben 3 classifiche Billboard: Top Rock Album, Alternative Albums e Hard Rock Albums (datato 1 luglio) con 27 000 copie vendute nella sua prima settimana. Wolves esordisce alla posizione numero 9 sulla classifica Billboard 200 di tutti, Wolves diventa il quinto album in studio della band ad entrare nella Top 10 della classifica. La migliore posizione appartiene ad Endgame, che raggiunse la posizione numero 2. L'album raggiunge la TOP 5 nelle classifiche di Germania, Canada e Australia.
La critica accoglie l'album in modo abbastanza positivo. James Christopher Monger, critico di AllMusic che assegna una valutazione di 3.5 su 5 valuta generalmente positivo l'album e dice dell'album:
Mentre, Pastemagazine che assegna una valutazione sotto la sufficienza (5.8 su 10) definisce l'album:

## Tracce
1. Wolves – 3:38
2. House on Fire – 3:15
3. The Violence – 3:49
4. Welcome to the Breakdown – 3:03
5. Far From Perfect – 3:33
6. Bullshit – 4:12
7. Politics of Love – 4:09
8. Parts Per Million – 3:41
9. Mourning in Amerika – 3:20
10. How Many Walls – 3:51
11. Miracle – 3:40

Tracce bonus dell'edizione BestBuy
1. Megaphone
2. Broadcast[Signal]Frequency

## Formazione
Rise Against
- Tim McIlrath – voce, chitarra
- Zach Blair – chitarra, cori
- Joe Principe – basso, cori
- Brandon Barnes – batteria, percussioni

## Classifiche
| Classifica                       | Posizione massima |
| -------------------------------- | ----------------- |
| Australia                        | 5                 |
| Austria                          | 5                 |
| Belgio (Fiandre)                 | 27                |
| Belgio (Vallonia)                | 81                |
| Germania                         | 5                 |
| Nuova Zelanda                    | 20                |
| Paesi Bassi                      | 76                |
| Spagna                           | 92                |
| Stati Uniti (Alternative Albums) | 1                 |
| Stati Uniti (Hard Rock Albums)   | 1                 |
| Stati Uniti (Top Rock Albums)    | 1                 |
| Stati Uniti                      | 9                 |
| Svizzera                         | 11                |